# Wu Yi

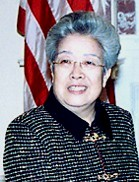
Wu Yi.

Wu Yi (en chino: 吴仪) (1938) es una política china que desde 2004 es uno de los cuatro vicepresidentes del Consejo de Estado de la República Popular China. En el mes de febrero del año 2006 la revista Forbes la calificó como la tercera mujer más poderosa de la tierra, después de la canciller alemana Angela Merkel y la Secretaria de Estado estadounidense Condoleezza Rice.
Es reconocida también como una hábil diplomática en las complejas relaciones de su país con las demás naciones del sudeste asiático, además de realizar frecuentes viajes de inspección a las provincias sureñas de China.

## Biografía
Wu nació en el mes de noviembre de 1938 en la provincia de Wuhan, en el centro de China.

### Trayectoria política

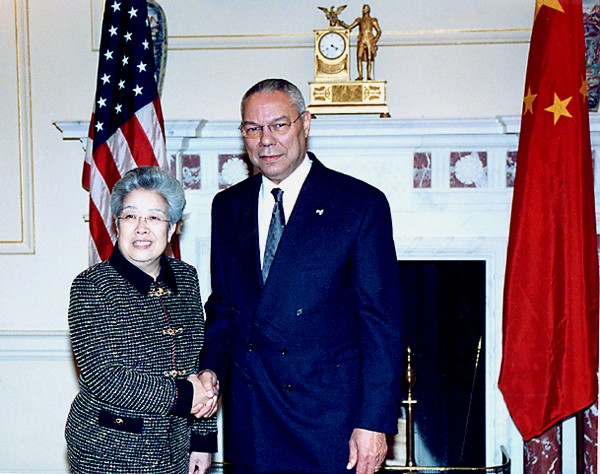
Wu Yi junto con el ex-Secretario de Estado estadounidense Colin Powell.

Su historia política comienza en abril de 1962 cuando se enlistó en el Partido Comunista de China. En agosto de aquel mismo año, después de cursar estudios en el Instituto del Petróleo de Pekín, se tituló como ingeniera. Ejerció su profesión por muchos años, ascendiendo regularmente hasta llegar a convertirse en gerente general de la refinería de Pekín Dongfang Hong y gerente-asistente y secretaria del partido en la Corporación Petroquímica Yanshan de la capital. 
Fue elegida como vicealcaldesa de la ciudad de Pekín en 1988, cargo que conservó hasta 1991. Después de la represión de las protestas de la Plaza de Tian'anmen de 1989, consiguió convencer a los mineros del carbón de irse a huelga, después que varios de sus colegas fueron muertos. Desde 1991 hasta 1998 ejerció los cargos de viceministra del Ministerio de Relaciones Económicas y Comercio Exterior, ministra de Comercio Internacional y Cooperación Internacional y miembro del XIV y XV Comité Central del PCCh. Como protegida de Zhu Rongji se convirtió en consejera de estado en 1998, y fue designada como vicepresidenta del Consejo en marzo de 2003. Ayudó a negociar el ingreso de China a la OMC y la colaboración china ante la protesta norteamericana por las masivas violaciones a los derechos de propiedad intelectual.
Durante la crisis provocada por la misteriosa enfermedad denominada "SARS", remplazó a Zhang Wenkang que fue destituido por la incapacidad, ocultismo e ineficacia china de responder a la urgencia de la crisis. Dirigió el Ministerio de Salud y el comité nacional encargado de gestionar la crisis, lo que le valió ser bautizada como la “diosa de la transparencia” por parte de la revista Time por su liderazgo. 

### Anécdotas
Conocida en parte de los medios de comunicación chinos como la “dama de acero china”, Wu es considerada como una firme y directa mujer que, a diferencias de sus colegas, no se tiñe su pelo cano. Es soltera, aunque han aparecido rumores de una supuesta relación con Yang Shangkun entre finales de la década de 1980 y comienzo de los años 90.